# 매발톱꽃

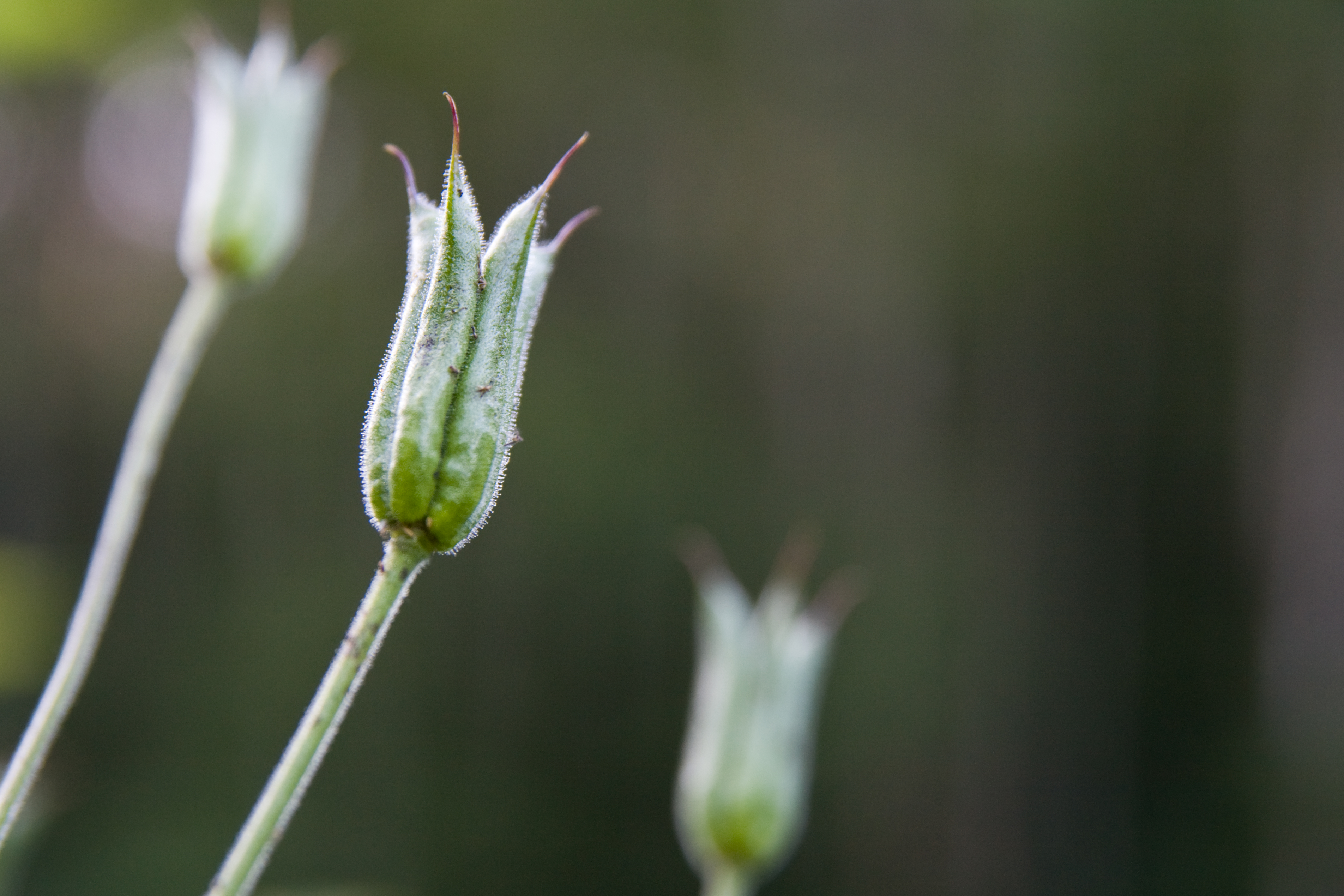

매발톱꽃(Aquilegia buergeriana)은 한국 · 일본 · 중국 · 동시베리아에 분포하는 여러해살이풀이다. 키는 50-100㎝ 정도이고, 줄기 윗부분이 약간 갈라진다. 잎은 잔잎 여러 장으로 이루어진 겹잎인데, 뿌리에서 나온 잎은 잎자루가 길고, 줄기에서 나온 잎은 줄기 윗부분으로 갈수록 잎자루가 점점 짧아진다. 꽃은 갈색이 도는 자주색이며 6-7월에 가지 끝에서 밑을 향해 거꾸로 달린다. 꽃은 꽃잎이 다섯 장이고 안쪽으로 말리는 꿀주머니가 있다. 열매는 10월에 익으며 털이 있다. 유독식물이지만 꽃이 아름다워 정원에 관상식물로 심고 있다.

## 같이 보기
- 매발톱속